# Indecision Records
La Indecision Records è un'etichetta discografica indipendente statunitense, fondata da Dave Mandel nel 1995 e specializzata in hardcore punk. Ha avuto sede a Huntington Beach fino al 2001, anno in cui l'etichetta è stata spostata a Garden Grove.
Oltre a pubblicare ristampe di vari album fuori stampa, l'etichetta ha sotto contratto gruppi hardcore e metalcore. Tra i maggiori artisti che hanno pubblicato per la Indecision si distinguono Death by Stereo, che in seguito firmarono con la Epitaph Records, Throwdown e Bleeding Through, che si trasferirono alla Trustkill Records, e gli Ensign che furono ingaggiati dalla Nitro Records di Dexter Holland.

## Artisti[2]
- Adamantium
- The Alligators
- Automatic
- Bleeding Through
- Cold War (gruppo musicale)
- Count Me Out
- Creep Division
- Death by Stereo
- End to End
- Ensign
- Eyelid
- Faded Grey
- Final Word
- Force of Change
- The Helm
- In Control
- Insted
- Kill the Messenger
- The Lost
- Mean Season
- Mike V & The Rats
- Nineironspitfire
- Outspoken
- Over My Dead Body
- The Promise
- Pushed Aside
- Resist
- Retaliate
- Staring Problem
- Stay Gold
- Still Crossed
- The Suicide File
- The Third Degree
- Throwdown
- Time Flies
- Unbroken
- Undertow
- The Vows
- Welcome to Your Life
- When Tigers Fight
- Zombie Apocalypse